# ムツィオ・アッテンドーロ (軽巡洋艦)
ムツィオ・アッテンドーロ (Muzio Attendolo) は1934年進水のイタリア海軍の軽巡洋艦。ライモンド・モンテクッコリ級。

## 艦歴
1931年4月10日起工。1934年9月9日進水。1935年8月7日竣工。
第二次世界大戦ではカラブリア沖海戦、第1次シルテ湾海戦に参加。また、イギリス軍のミンスミート作戦やハルバード作戦、ペデスタル作戦時にそれに対する攻撃部隊の一員として出撃している。他には機雷敷設や船団護衛にも従事した。
1941年5月1日と6月3日に他の巡洋艦と共にトリポリ沖へ機雷を敷設。同年12月19日にイギリスのK部隊がこの機雷で巡洋艦「ネプチューン」、駆逐艦「カンダハー」を失うなどの被害を出している。
イギリス軍のペデスタル作戦に対する出撃の際、1942年8月12日にイギリス潜水艦「アンブロークン」による雷撃を受け、艦首に魚雷が命中して大きな損害を受けた。「ムツィオ・アッテンドーロ」はメッシーナでの応急修理の後、完全な修理のためナポリに移った。
1942年12月4日の16時43分から17時25分まで、アメリカ軍のB-24爆撃機20機がナポリを爆撃した。「ムツィオ・アッテンドーロ」は右舷後部の10cm高角砲付近に1000ポンド爆弾の直撃を受け火災が発生。火災は19時30分頃に消火されたが、21時15分に誤った空襲警報があり排水作業が中断。21時20分ごろ「ムツィオ・アッテンドーロ」は転覆した。艦長を含め188名が死亡し、86名が負傷した。